# Gyanpur
Gyanpur è una suddivisione dell'India, classificata come nagar panchayat, di 12.056 abitanti, capoluogo del distretto di Sant Ravidas Nagar, nello stato federato dell'Uttar Pradesh. In base al numero di abitanti la città rientra nella classe IV (da 10.000 a 19.999 persone).

## Geografia fisica
La città è situata a 25° 21' 0 N e 82° 28' 0 E e ha un'altitudine di 80 m s.l.m..

## Società

### Evoluzione demografica
Al censimento del 2001 la popolazione di Gyanpur assommava a 12.056 persone, delle quali 6.493 maschi e 5.563 femmine. I bambini di età inferiore o uguale ai sei anni assommavano a 1.856, dei quali 1.003 maschi e 853 femmine. Infine, coloro che erano in grado di saper almeno leggere e scrivere erano 7.897, dei quali 4.705 maschi e 3.192 femmine.